# 乙息記可汗
乙息記可汗（İssıq qaγan、漢音：いつしょくきかがん、拼音：Yǐxījì kĕhàn、? - 553年）は、突厥の可汗。伊利可汗の子（『周書』）。乙息記可汗というのは称号で、姓は阿史那氏、名は科羅（Qara、カラ）という。『隋書』では伊利可汗の弟で逸可汗と表記。

## 生涯
西魏の廃帝元年（552年）、伊利可汗が死に、その後を継いで可汗に即位し、乙息記可汗と号す。乙息記可汗は早速、柔然可汗の鄧叔子を沃野鎮の北の木頼山にて破る。
西魏の廃帝2年（553年）3月、乙息記可汗は西魏に遣使を送って馬5万匹を献じた。乙息記可汗が病死し、弟の俟斤（イルキン：官名）が立ち、木汗可汗と号した。

## 子
- 摂図（沙鉢略可汗）
- 処羅侯（葉護可汗）

## 参考資料
- 『周書』（列伝第四十二 異域伝下）
- 『隋書』（列伝第四十九 北狄）